# Sven Kuntze
Sven Ingolf Kuntze (* 29. Mai 1942 in Straßburg) ist ein deutscher Journalist und Fernsehmoderator.

## Leben
Kuntze studierte Soziologie, Psychologie und Geschichte. Ab 1983 war er bei der ARD beschäftigt. Seine erste Anstellung dort hatte er im damaligen Hauptstadt-Studio Bonn. 1990 ging er zusammen mit seiner Lebensgefährtin Doris Köpf nach New York, wo er als Korrespondent der ARD arbeitete. 1991 wurde dort die gemeinsame Tochter geboren. Doris Köpf heiratete 1997 den damaligen niedersächsischen Ministerpräsidenten und späteren Bundeskanzler Gerhard Schröder.
Von 1994 bis 1999 moderierte Kuntze mit Peter Großmann und Inka Schneider das ARD-Morgenmagazin. Nebenher hatte er eine Rolle in dem Tatort Bildersturm.
Kuntze begleitete seine Lebensgefährtin Inka Schneider nach Washington, D.C., wo diese von 2001 bis 2004 als ARD-Korrespondentin tätig war. Von Juli 2004 bis zu seiner Pensionierung zum 31. Mai 2007 war Kuntze als WDR-Korrespondent für das ARD-Hauptstadtstudio in Berlin tätig.
Im Rahmen der ARD-Themenwoche zum demografischen Wandel vom 20. bis 26. April 2008 drehte Kuntze die Reportage Alt sein auf Probe, in der er von seinen Erfahrungen in einem Altersheim berichtet, in das er für sieben Wochen gezogen war. Hierfür wurde Kuntze 2008 mit dem Deutschen Fernsehpreis in der Kategorie „Beste Reportage“ ausgezeichnet. Sven Kuntze war nominiert für den Journalistenpreis Goldener Prometheus 2009.
In der Themenwoche 2009 Ist doch Ehrensache zum Ehrenamt in Deutschland war Kuntze erneut Hauptperson in einer Dokumentation Gut sein auf Probe – Ein Egoist engagiert sich. 2010 erhielt er für den Film zusammen mit den Co-Autoren Gesine Enwaldt und Ravi Karmalker den Katholischen Medienpreis durch Erzbischof Robert Zollitsch, den Vorsitzenden der Deutschen Bischofskonferenz.
Kuntze gehört zeitweise zum Rateteam der SWR-Sendung Ich trage einen großen Namen.
2013 wurde bei Sven Kuntze ein gutartiger Hirntumor diagnostiziert, nach dessen operativer Entfernung er eine partielle Gesichtslähmung erlitten hat.
Verheiratet ist er mit der Journalistin Inka Schneider. Die Hochzeit fand in New York statt.

## Auszeichnungen und Nominierungen
- Deutscher Fernsehpreis 2008 („Beste Reportage“)
- Goldener Prometheus 2009 (Nominierung)
- Katholischer Medienpreis 2010

## Schriften
- New York. Eine wunderbare Katastrophe. Ullstein, München 2001, ISBN 3-548-36232-X.
- Altern wie ein Gentleman. Zwischen Müßiggang und Engagement. 1. Auflage. C. Bertelsmann, München 2011, ISBN 978-3-570-10091-2.
- Die schamlose Generation: Wie wir die Zukunft unserer Kinder und Enkel ruinieren. 1. Auflage. C. Bertelsmann Verlag, München 2014, ISBN 978-3-570-10222-0.
- Alt sein wie ein Gentleman: Über Würde im Alter und andere überschätzte Tugenden. 1. Auflage. C. Bertelsmann Verlag, München 2019, ISBN 978-3-570-10358-6.